# اندری بوسکو
اندری بوسکو (اوکراینی: Андрій Васильович Бусько؛ زادهٔ ۲۰ مهٔ ۱۹۹۷) بازیکن فوتبال اهل اوکراین است.